# Doutor Gama
Doutor Gama é um filme brasileiro de 2021, do gênero drama biográfico, dirigido por Jeferson De e produzido pela Paranoid Filmes, com Globo Filmes e Buda Filmes como produtoras associadas. Com roteiro de Luiz Antonio, conta a história do jornalista, poeta e jurista Luís Gama e é protagonizado por César Mello, Ângelo Fernandes e Pedro Guilherme que interpretam o mesmo personagem em três fases diferentes. Mariana Nunes e Samira Carvalho interpretam Claudina Fortunato, esposa de Luiz Gama em duas diferentes fases e o filme ainda conta com o talento de Romeu Evaristo, Teka Romualdo, Sidney Santiago, Dani Ornellas, Alan Rocha, Erom Cordeiro, Johnny Massaro, Higor Campagnaro, Isabél Zuaa.

## Sinopse
Baseado na vida do advogado e escritor abolicionista Luís Gama, uma das figuras mais importantes da  história brasileira. Nascido livre, Luís Gama foi vendido aos 10 anos de idade como escravo para poder pagar as dívidas de seu pai. Mesmo com a vida de um homem escravizado, estudou e conseguiu se alfabetizar, conquistando sua própria liberdade. Tornou-se um dos advogados e pensadores mais respeitados de seu tempo e inspirou todo o país com seus ideais, textos e discursos.
Os créditos finais mostram a mensagem Vidas Negras Importam.

## Elenco
| Ator/Atriz         | Personagem                   |
| ------------------ | ---------------------------- |
| César Mello        | Luís Gonzaga Pinto da Gama   |
| Ângelo Fernandes   | Luís Gonzaga Pinto da Gama   |
| Pedro Guilherme    | Luís Gonzaga Pinto da Gama   |
| Mariana Nunes      | Claudina Fortunata Gama      |
| Samira Carvalho    | Claudina Fortunata Gama      |
| Isabél Zuaa        | Luísa Mahin                  |
| Romeu Evaristo     | Santos                       |
| Teka Romualdo      | Ana                          |
| Higor Campagnaro   | Dr. Antônio Carlos           |
| Johnny Massaro     | Dr. Antônio Carlos           |
| Erom Cordeiro      | Pedro                        |
| Daniel Rocha       | Pedro                        |
| Agyei Augusto      | Benedito Graco Pinto da Gama |
| Dani Ornellas      | Maria Julia                  |
| Alan Rocha         | Francisco                    |
| Sidney Santiago    | José                         |
| Zezé Motta         | Francisca                    |
| Noemia Oliveira    | Bárbara                      |
| Fernanda Ross      | Maria                        |
| Nelson Baskerville | Cardoso                      |
| Paula Picarelli    | Laura                        |
| Joca Andreazza     | Juiz Britto                  |
| Régius Brandão     | Juiz Rios                    |
| Clara Choveux      | Thereza                      |

## Desenvolvimento
O filme, que originalmente tinha o nome de Prisioneiro da Liberdade e protagonismo de Fabrício Boliveira, foi co-produzido pela Globo Filmes e Paranoid, com a produção associada da Buda Filmes e distribuição da Elo Company e teve de recriar as regiões de São Paulo e Salvador do Século 19, tendo de filmar em Paraty, uma cidade da época colonial cuja arquitetura foi bastante preservada, onde a equipe teve de adaptar o set com o objetivo de recriar as cidades da época.
Com o objetivo de contar os protagonismos do personagem em apenas 90 minutos, a equipe buscou um apoio e consultoria histórica em pesquisa em todos os departamentos do projeto. A historiadora Lígia Fonseca Ferreira, que pesquisa a obra de Gama, serviu como consultora do filme.
O roteiro foi escrito por Luiz Antônio e o diretor Jeferson De recebeu a primeira versão já em 2014, relembrando que: "Essa é a história que eu gostaria de contar..." e que no cinema brasileiro, "...sobre Luiz Gama ninguém tinha se debruçado." O julgamento dramatizado no filme não ocorreu, mas foi baseado em outros casos com que Gama trabalhou. O ator César Mello passou muito tempo lendo em voz alta os textos de Luiz Gama, com o objetivo de aperfeiçoar sua oratória e a obra é dividida em três fases: infância, adolescência e a vida adulta do personagem título.

## Lançamento
Em junho de 2021, foi anunciado que o filme estrearia em 29 de julho de 2021 nos cinemas brasileiros distribuído pela Elo Company. Porém, foi lançado nos cinemas no dia 5 de agosto e chegou no Globoplay no dia 14 de agosto de 2021. A obra foi selecionada para participar do American Black Film Festival [en] em novembro de 2021.

### Reações
Pedro Henrique Ribeiro, no Omelete, deu uma pontuação de 4 entre 5 notando que o "principal destaque na narrativa é a escolha de não espetacularizar o sofrimento negro para contar a história de Gama...", algo também reconhecido por Cadu Costa, do Ultraverso, que além disso relembra o pioneirismo de Esperança Garcia, considerada a primeira advogada do Brasil, por volta de 1770, ao mesmo tempo que explica que a visibilidade de Gama veio ao usar as leis da própria sociedade escravagista ao seu favor. O Papo de Cinema critica a escolha do filme se passar numa narrativa linear, focando em momentos que não tiveram importância mais tarde, algo que a crítica na Casa do Cinema Brasileiro discorda, falando que o diretor foi cuidadoso e só apresenta o essencial para que o público possa entender o personagem e o site Guia Negro diz que: "É o filme de herói preto brasileiro que as pessoas negras ansiavam, sem exotificação, subalternidade ou qualquer outro estereótipo que os brancos costumam nos dar." Matheus Mans, do Esquina da Cultura, reconhece a importância histórica da obra, mas nota que o filme poderia ter arriscado mais em sua narrativa.